# Mari Koda
Mari Koda (en 甲田 真理 ()) est une actrice et danseuse originaire du Japon.
Elle a joué notamment dans Sexy Dance 2, Sexy Dance 3D, 4 et 5 où elle tient le rôle de Kido.

## Filmographie
- 2008 : Sexy Dance 2 : Jenny Kido
- 2008 : Two Lovers : une danseuse de break dance
- 2010 : Sexy Dance 3D : Jenny Kido
- 2012 : Sexy Dance 4: Miami Heat : Jenny Kido
- 2014 : Sexy Dance 5: All in Vegas : Jenny Kido